# Associazione Sportiva Bari 2003-2004
Questa voce raccoglie le informazioni sulle competizioni ufficiali disputate dall'Associazione Sportiva Bari nella stagione 2003-2004.

## Stagione
Nella stagione 2003-2004 il Bari disputa per il 33º anno, il terzo consecutivo, la serie cadetta. Il riconfermato Tardelli fa acquistare, fra gli altri, gli attaccanti Simone Motta, nel campionato appena concluso prolifico goleador del Teramo in Serie C1, e l'uruguaiano Marcelo Lipatin, reduce da una buona annata nel Club America, titolata formazione della massima divisione messicana. Di contro, lasciano Bari il difensore Innocenti dopo quattro anni, D'Agostino e Mazzarelli. Il portiere Gillet, non in sintonia con Tardelli, passa in prestito al Treviso ed è per questo campionato sostituito pienamente da Battistini. 
In Coppa Italia la squadra biancorossa non supera la fase a gironi; dopo aver disputato il primo incontro diserta gli altri due per protesta contro il nuovo format della Serie B, venendo punita con la sconfitta a tavolino.
I galletti iniziano il campionato vincendo 2-1 in casa contro l'accreditato Torino (la Serie B 2003-2004 vide un iniziale slittamento delle prime due giornate sempre a causa dello sciopero delle società contro l'allargamento dell'organico a ventiquattro squadre, e quindi i primi due turni furono giocati in seguito, partendo, in ritardo, dalla terza giornata), racimolano poi altri 7 punti nei successivi dodici turni di campionato. Dopo l'1-3 subìto in casa dal Messina di Mutti in 13ª giornata, il 9 novembre, con i biancorossi terz'ultimi in classifica, si acuisce la contestazione della tifoseria già in atto. Tardelli viene esonerato, mentre si dimettono il consigliere Antonio Sgobba, cognato del presidente Matarrese, e, dopo undici anni, il direttore generale Carlo Regalia. La società chiama come nuovo allenatore Bepi Pillon. 
Il Bari chiude il girone d'andata con 22 punti al quart'ultimo posto in classifica, in coabitazione con il Genoa. Nel mercato di riparazione il club ingaggia, in prestito, il centrocampista Ivone De Franceschi e la punta Salvatore Bruno, entrambi ex giocatori di Pillon. Rescinde, invece, il suo contratto cinque mesi prima della relativa scadenza il centravanti Gionatha Spinesi, dopo sei anni in biancorosso, che ha realizzato fino a metà gennaio 12 gol in 20 gare. Il calciatore pisano, che era stato nei mesi precedenti oggetto di trattative con altri club, ha dichiarato in seguito di aver lasciato anzitempo la squadra contro il suo volere. Sasà Bruno fu ingaggiato proprio per sostituire Spinesi, già fuori squadra.
I pugliesi continuano il campionato un po' a fasi alterne, guadagnando anche maggiore entusiasmo e un certo sostegno dal tifo. Dopo aver superato una serie negativa di quattro turni fra marzo e aprile, il Bari finisce il campionato con 50 punti al quart'ultimo posto in classifica, quindi per il regolamento vigente in questa stagione deve giocare un doppio spareggio di play-out con la quint'ultima, il Venezia. All'andata in casa i galletti vincono 1-0 per effetto di una rete di Bruno, mentre al ritorno al Penzo sono sconfitti 2-0 dai lagunari, retrocedendo in Serie C1 per la differenza reti nel doppio confronto.

### Bilanci e statistiche
Si trattò di una retrocessione mai espiata: il 12 agosto 2004 la FIGC decretava il ripescaggio in cadetteria di Bari e Pescara in luogo delle fallite SSC Napoli e US Ancona.
Per quanto riguarda i giocatori, gli acquisti dell'estate 2003 Motta e Lipatin avevano messo a segno in tutto 5 reti in due; 6 Bruno, entrato in squadra a gennaio, di cui un gol realizzato nei play-out. Il centrocampista Nicolas Cordova, in biancorosso già dalla stagione precedente, con 12 marcature raggiunse quale capocannoniere stagionale biancorosso Gionatha Spinesi, fuori squadra da gennaio.

## Organigramma societario
Area direttiva
- Presidente: Vincenzo Matarrese
- Amministratore delegato: Salvatore Matarrese
- Direttore generale: Carlo Regalia (fino all'11 novembre 2003), poi carica vacante

Area organizzativa
- Segretario generale: Pietro Doronzo

Area comunicazione
- Ufficio stampa: Saverio De Bellis

Area tecnica
- Direttore sportivo: Enrico Alberti
- Allenatore: Marco Tardelli (fino all'11 novembre 2001), poi Giuseppe Pillon
- Allenatore in seconda: Luca Giannini (fino all'11 novembre 2001), poi Rosario Pergolizzi
- Preparatore dei portieri: Giuseppe Alberga
- Preparatore atletico: Stefano Boggia

## Rosa
| N. |                     | Ruolo | Calciatore          |
| -- | ------------------- | ----- | ------------------- |
| 1  | Italia (bandiera)   | P     | Graziano Battistini |
| 2  | Italia (bandiera)   | D     | Marco Candrina      |
| 3  | Italia (bandiera)   | D     | Giuseppe Ingrosso   |
| 4  | Italia (bandiera)   | D     | Gaetano De Rosa     |
| 5  | Marocco (bandiera)  | D     | Rachid Neqrouz      |
| 6  | Italia (bandiera)   | C     | Ivone De Franceschi |
| 7  | Italia (bandiera)   | C     | Mattia Collauto     |
| 8  | Italia (bandiera)   | C     | Antonio La Fortezza |
| 9  | Italia (bandiera)   | A     | Salvatore Bruno     |
| 10 | Cile (bandiera)     | C     | Nicolás Córdova     |
| 11 | Uruguay (bandiera)  | A     | Marcelo Lipatín     |
| 13 | Italia (bandiera)   | C     | Carlo Cardascio     |
| 14 | Svizzera (bandiera) | C     | Lionel Pizzinat     |
| 15 | Italia (bandiera)   | C     | Nicola Mora         |

| N. |                      | Ruolo | Calciatore             |
| -- | -------------------- | ----- | ---------------------- |
| 16 | Italia (bandiera)    | C     | Antonio Bellavista     |
| 18 | Cile (bandiera)      | D     | Alex von Schwedler     |
| 19 | Italia (bandiera)    | D     | Michele Anaclerio      |
| 20 | Cile (bandiera)      | C     | Jaime Valdés           |
| 21 | Italia (bandiera)    | P     | Vitangelo Spadavecchia |
| 22 | Argentina (bandiera) | C     | Diego Markic           |
| 23 | Italia (bandiera)    | D     | Emanuele Brioschi      |
| 24 | Italia (bandiera)    | A     | Gionatha Spinesi       |
| 26 | Italia (bandiera)    | C     | Pasquale Berardi       |
| 27 | Senegal (bandiera)   | D     | Diaw Doudou            |
| 28 | Italia (bandiera)    | D     | Domenico Creanza       |
| 29 | Nigeria (bandiera)   | A     | Hugo Enyinnaya         |
| 77 | Italia (bandiera)    | A     | Simone Motta           |
| 79 | Italia (bandiera)    | C     | Luca Brambilla         |

## Risultati

### Serie B

#### Girone di andata
| Arbitro: | Dattilo (Locri) |

|             |           |                      |
| Spinesi 32’ | Marcatori | 49’ Nicola 63’ Frick |

| Arbitro: | De Marco (Chiavari) |

|               |           |             |
| E. Baggio 53’ | Marcatori | 62’ Córdova |

| Arbitro: | Girardi (San Donà di Piave) |

|                          |           |              |
| Spinesi 53’ Pizzinat 82’ | Marcatori | 83’ Fabbrini |

| Arbitro: | M. Mazzoleni (Bergamo) |

|                  |           |             |
| L. Anaclerio 57’ | Marcatori | 54’ Spinesi |

| Arbitro: | Giannoccaro (Lecce) |

|                                           |           |                              |
| Salvetti 31’ Mihalcea 36’ Myrtaj 71’, 89’ | Marcatori | 33’ (rig.), 74’, 82’ Spinesi |

| Arbitro: | Giannoccaro (Lecce) |

|  |           |              |
|  | Marcatori | 21’ Carobbio |

| Arbitro: | Girardi (San Donà di Piave) |

|                           |           |  |
| Bjelanovic 61’ Caccia 74’ | Marcatori |  |

| Arbitro: | Messina (Bergamo) |

|               |           |                        |
| Enyinnaya 77’ | Marcatori | 13’ Piá 57’ G. Fontana |

| Arbitro: | Rodomonti (Roma) |

|              |           |            |
| Matteini 90’ | Marcatori | 61’ Markic |

| Arbitro: | Rocchi (Firenze) |

|                                      |           |              |
| Córdova 3’ Spinesi 9’, 84’ Motta 28’ | Marcatori | 78’ Aquilani |

| Bari 25 ottobre 2003 11ª giornata | Bari             | 0 – 0 referto | Fiorentina | Stadio San Nicola\| Arbitro: \| Nucini (Bergamo) \| |
| Arbitro:                          | Nucini (Bergamo) |               |            |                                                     |

| Arbitro: | Bergonzi (Genova) |

|                                          |           |                                  |
| Brellier 23’ Anderson 84’ Miramontes 90’ | Marcatori | 27’ Córdova 90+2’ (rig.) Spinesi |

| Arbitro: | Giannoccaro (Lecce) |

|             |           |                                         |
| Córdova 47’ | Marcatori | 62’ Di Napoli 76’ Zaniolo 90+5’ Gentile |

| Arbitro: | Tagliavento (Terni) |

|                    |           |  |
| Di Vicino 18’, 87’ | Marcatori |  |

| Arbitro: | Giannoccaro (Lecce) |

|                                     |           |                         |
| Dicara 9’ (aut.) Spinesi 58’ (rig.) | Marcatori | 51’ Pagani 78’ D. Russo |

| Arbitro: | De Marco (Chiavari) |

|             |           |                         |
| Kutuzov 73’ | Marcatori | 79’, 81’ (rig.) Spinesi |

| Bari 30 novembre 2003 17ª giornata | Bari            | 0 – 0 referto | Cagliari | Stadio San Nicola\| Arbitro: \| Brighi (Cesena) \| |
| Arbitro:                           | Brighi (Cesena) |               |          |                                                    |

| Arbitro: | Rodomonti (Rma) |

|                         |           |  |
| Budan 28’ Montolivo 31’ | Marcatori |  |

| Arbitro: | Preschern (Mestre) |

|            |           |  |
| Valdés 18’ | Marcatori |  |

| Arbitro: | Gabriele (Frosinone) |

|                   |           |  |
| G. Delvecchio 32’ | Marcatori |  |

| Bari 6 gennaio 2004 21ª giornata | Bari             | 0 – 0 referto | Napoli | Stadio San Nicola\| Arbitro: \| Rocchi (Firenze) \| |
| Arbitro:                         | Rocchi (Firenze) |               |        |                                                     |

| Arbitro: | De Marco (Chiavari) |

|               |           |  |
| Lucenti 90+4’ | Marcatori |  |

| Arbitro: | Collina (Viareggio) |

|                                |           |            |
| Córdova 29’ (rig.) De Rosa 41’ | Marcatori | 35’ Corini |

#### Girone di ritorno
| Terni 26 gennaio 2004 24ª giornata | Ternana            | 0 – 0 referto | Bari | Stadio Libero Liberati\| Arbitro: \| Bolognino (Milano) \| |
| Arbitro:                           | Bolognino (Milano) |               |      |                                                            |

| Arbitro: | Rocchi (Firenze) |

|                         |           |               |
| Córdova 18’ (rig.), 52’ | Marcatori | 11’ Margiotta |

| Arbitro: | Rocchi (Firenze) |

|                                    |           |                              |
| Tiribocchi 5’ Walem 24’ Rubino 72’ | Marcatori | 35’ Bruno 88’ (rig.) Córdova |

| Bari 15 febbraio 2004 27ª giornata | Bari                | 0 – 0 referto | Treviso | Stadio San Nicola\| Arbitro: \| De Marco (Chiavari) \| |
| Arbitro:                           | De Marco (Chiavari) |               |         |                                                        |

| Arbitro: | M. Mazzoleni (Bergamo) |

|           |           |                 |
| Bruno 83’ | Marcatori | 45’, 50’ Myrtaj |

| Arbitro: | Castellani (Verona) |

|                                  |           |             |
| Raimondi 31’ Possanzini 84’, 86’ | Marcatori | 85’ Lipatin |

| Arbitro: | Nucini (Bergamo) |

|             |           |  |
| De Rosa 83’ | Marcatori |  |

| Ascoli Piceno 7 marzo 2004 31ª giornata | Ascoli              | 0 – 0 referto | Bari | Stadio Cino e Lillo Del Duca\| Arbitro: \| Collina (Viareggio) \| |
| Arbitro:                                | Collina (Viareggio) |               |      |                                                                   |

| Arbitro: | Nucini (Bergamo) |

|                             |           |                            |
| De Rosa 21’, 82’ Doudou 61’ | Marcatori | 59’ Chiellini 90+2’ Protti |

| Arbitro: | Castellani (Verona) |

|               |           |  |
| Marianini 47’ | Marcatori |  |

| Arbitro: | Dattilo (Locri) |

|                                     |           |           |
| Riganò 10’ Camorani 14’ Fantini 76’ | Marcatori | 59’ Bruno |

| Arbitro: | Saccani (Mantova) |

|           |           |                          |
| Bruno 43’ | Marcatori | 38’ Biancolino 50’ Poggi |

| Arbitro: | Rocchi (Firenze) |

|          |           |  |
| Sosa 43’ | Marcatori |  |

| Arbitro: | Palanca (Roma) |

|                                                       |           |  |
| De Franceschi 10’ Córdova 60’ (rig.) Motta 88’ (rig.) | Marcatori |  |

| Arbitro: | Castellani (Verona) |

|                                 |           |  |
| Calaiò 75’ (rig.) Palladini 90’ | Marcatori |  |

| Arbitro: | Dattilo (Locri) |

|                               |           |               |
| Valdés 29’ (rig.), 79’ (rig.) | Marcatori | 90+4’ Kutuzov |

| Arbitro: | Bertini (Arezzo) |

|                           |           |                    |
| Loria 68’ M. Esposito 89’ | Marcatori | 73’ (rig.) Córdova |

| Arbitro: | Bergonzi (Genova) |

|                              |           |             |
| Córdova 82’ (rig.) Bruno 85’ | Marcatori | 43’ Saudati |

| Arbitro: | Bolognino (Milano) |

|                |           |                                     |
| Carparelli 51’ | Marcatori | 14’ De Rosa 36’ Brioschi 85’ Valdés |

| Arbitro: | Racalbuto (Gallarate) |

|                    |           |                               |
| Córdova 69’ (rig.) | Marcatori | 21’ G. Delvecchio 32’ Mascara |

| Napoli 29 maggio 2004 44ª giornata | Napoli             | 0 – 0 referto | Bari | Stadio San Paolo\| Arbitro: \| Preschern (Mestre) \| |
| Arbitro:                           | Preschern (Mestre) |               |      |                                                      |

| Arbitro: | Dondarini (Finale Emilia) |

|                       |           |                |
| Motta 49’ Lipatin 88’ | Marcatori | 67’ Campagnaro |

| Arbitro: | Farina (Novi Ligure) |

|                                |           |  |
| Toni 30’ Grosso 45’ Vasari 89’ | Marcatori |  |

#### Play-out
| Arbitro: | Rodomonti (Roma) |

|           |           |  |
| Bruno 57’ | Marcatori |  |

| Arbitro: | Farina (Novi Ligure) |

|                               |           |  |
| Brellier 50’ Biancolino 90+4’ | Marcatori |  |

## Coppa Italia
| Arbitro: | Morganti (Ascoli Piceno) |

|           |           |                        |
| Mitri 35’ | Marcatori | 34’ Spinesi 60’ Valdés |

| Bari 24 agosto 2003 Fase a gironi 2ª giornata | Bari | 0 – 3 Non disputata referto | Ascoli | Stadio San Nicola |

| Bari 3 settembre 2003 Fase a gironi | Bari | 0 – 3 Non disputata referto | Teramo | Stadio San Nicola |